# 達林沙鰍
達林沙鰍為輻鰭魚綱鯉形目沙鰍科的其中一種，為熱帶淡水魚，分布於亞洲印度、孟加拉及不丹淡水流域，口下位，具4對觸鬚，體色以黃色為底，全身具有數道寬的黑色橫條紋，尾鰭橘色，叉型，體長可達15.1公分，棲息在水質清澈的山區溪流底層水域，生活習性不明，可做為觀賞魚。

## 水族養殖
達林沙鰍性格溫馴，非常適合飼養，通常4至6尾成小群活動，屬雜食性，可提供遮蔽物供其躲藏。

## 扩展阅读
維基物種上的相關：達林沙鰍